# وردانية فان نيلية
وردانية فان نيلية (الاسم العلمي:Rhodomicrobium vannielii) هي نوع من البكتيريا تتبع جنس الوردانية من فصيلة الخيطبيات.